# Dominica en los Juegos Olímpicos de Atenas 2004
Dominica estuvo representada en los Juegos Olímpicos de Atenas 2004 por dos deportistas, un hombre y una mujer, que compitieron en atletismo.
El portador de la bandera en la ceremonia de apertura fue el atleta Chris Lloyd. El equipo olímpico dominiqués no obtuvo ninguna medalla en estos Juegos.